# آلکاسسر
آلکاسسر (به اسپانیایی: Alcàsser) یک شهرستان در اسپانیا است که در Horta Sud واقع شده‌است.

## خصوصیات
آلکاسسر ۹٫۰۱ کیلومترمربع مساحت و ۸٬۹۲۵ نفر جمعیت دارد و ۱۵ متر بالاتر از سطح دریا واقع شده‌است.